# فرانتیشک کونزو
فرانتیشک کونزو (چکی: František Kunzo؛ زادهٔ ۱۷ سپتامبر ۱۹۵۴) بازیکن فوتبال اهل چکسلواکی بود.
وی به‌همراه تیم ملی فوتبال چکسلواکی به مقام قهرمانی بازی‌های المپیک تابستانی ۱۹۸۰ رسیده‌است.